# Sápadt remetekolibri
A sápadt remetekolibri (Threnetes leucurus) a madarak osztályának sarlósfecske-alakúak (Apodiformes)  rendjébe és a kolibrifélék (Trochilidae) családjába tartozó faj.

## Rendszerezése
A fajt Carl von Linné svéd természettudós írta le 1766-ban, a Trochilus nembe Trochilus leucurus néven.

## Alfajai
Alfajai besorolása, még vitatott:
- Threnetes leucurus cervinicauda Gould, 1855[2] vagy Threnetes niger cervinicauda
- Threnetes leucurus leucurus (Linnaeus, 1766)
- Threnetes leucurus medianus Hellmayr, 1929[2] vagy Threnetes niger medianus
- Threnetes leucurus rufigastra Cory, 1915[2] vagy Threnetes niger rufigastra

## Előfordulása
Az Amazonas-medencében, Bolívia, Brazília, Kolumbia, Ecuador, Francia Guyana, Guyana, Peru, Suriname és Venezuela területén honos. 
Természetes élőhelyei a szubtrópusi és trópusi mocsári erdők, síkvidéki és hegyi esőerdők, valamint ültetvények és másodlagos erdők. Állandó, nem vonuló faj.

## Megjelenése
Testhossza 10–12,2 centiméter, testtömege 4–7 gramm.

## Életmódja
Nektárral táplálkozik, de kisebb ízeltlábúakat is fogyaszt.

## Természetvédelmi helyzete
Az elterjedési területe rendkívül nagy, egyedszáma pedig stabil. A Természetvédelmi Világszövetség Vörös listáján nem fenyegetett fajként szerepel.